# Cutremurele de la Noul Madrid (1811-1812)

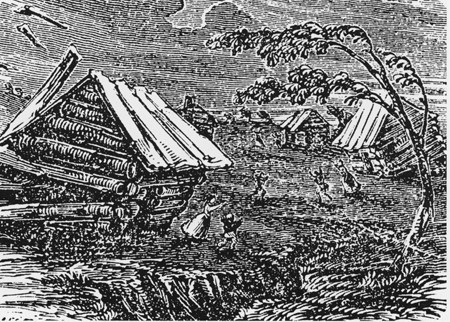
Cutremurele de pământ de la Noul Madrid (SUA) într-un desen contemporan.

Cutremurele de la Noul Madrid (1811-1812), au fost niște cutremure foarte puternice, ce au început cu o "pereche", în 16 decembrie 1811.Aceste cutremure sunt cele mai puternice cutremure din istorie, care au lovit partea de est a Statelor Unite.Au fost resimțite puternic pe o arie de 130.000 de kilometri pătrați, și moderat în 3 milioane de kilometri pătrați (1,000,000 mile pătrate).

## Lista celor 4 cutremure
| Dată              | Oră   | Epicentru            | Magnitudine  | Intensitate | Descriere                                                                                |
| ----------------- | ----- | -------------------- | ------------ | ----------- | ---------------------------------------------------------------------------------------- |
| 16 decembrie 1811 | 02:15 | N-E Arkansas         | 7.2 - 8.1 Mw | IX          | Casele au fost slab afectate.Satul Little Prairie a fost afectat de lichefierea solului. |
| 16 decembrie 1811 | 08:15 | N-E Arkansas         | 7.2 - 8.1 Mw | IX          | A avut loc la fix 6 ore după primul.A avut aceeași intensitate.                          |
| 23 ianuarie 1812  | 21:00 | Missouri Bootheel    | 7.0 - 7.8 Mw | IX          |                                                                                          |
| 7 februarie 1812  | 04:45 | New Madrid, Missouri | 7.4 - 8.0 Mw | IX          | New Madrid a fost distrus.A dus la formarea Lake County , Tennessee.                     |

## Urmări
Trotuarele s-au crăpat și surpat în Washington DC, iar Mississippi a curs în amonte.S-au simțit în Pittsburgh , Pennsylvania, Norfolk, Virginia, Boston , Massachusetts, New York și Ontario (acum Toronto).